# Sjøforsvaret
Sjøforsvaret (også kaldt Kongelige norske marine) er den militære gren i Norges forsvar som varetager maritime opgaver i fred, krise og krig i nationale og internationale sammenhænge. Sjøforsvaret har en styrke på 3.700 mand i fredstid og 4.500 ved mobilisering. Marinen opererede i 2008 godt 70 fartøjer. Den norske kystvagt (Kystvakten) er en separat afdeling underlagt Sjøforsvaret, modsat i Søværnet hvor almindelige krigsskibe udfører kystvagtsopgaver.
Sjøforsvarets opgaver omfatter:
- Overvågning og efterretning
- Suverænitets- og myndighedshåndhævelse
- Krise- og konflikthåndtering nationalt og internationalt (Deltagelse i internationale flådestyrker i NATO- og FN-regi).
- Krigsopgaver (forsvare de maritime forsyningslinjer samt mod invasion.
- Rednings- og miljøberedskab.

På norsk bruger norske orlogsfartøjer præfikset "KNM", (Kongelig Norske Marine), hvor man på engelsk bruger "HNoMS", ("His/Her Norwegian Majesty's Ship"). Kystvagtfartøjer bruger "KV" for Kongelige Vakttjeneste og på engelsk bruger de "NoCGV".

## Historie
Et organiseret militær i Norge kan spores tilbage til hirden og ledingen. Tidligere blev væbnede styrker sat tilfældigt op, men i 954 vandt Håkon den gode over Eirikssønnene og deres allierede i et slag som stod ved Avaldsnes på Karmøy. I Heimskringla fortælles det at Håkon indskrev i loven at i hele landet langs søen, og så langt op i elvene som laksen gik, skulle landet deles ind i "skipreider". Bønderne i et skipreide skulle bygge og udruste et sejlskib.
I 1277 var der i Norge 270 skipreider. Skipsreien skulle sendes ud når det var allmenning. Allmenning skulle sendes ud når det var fjendtlige styrker i landet. Ved 1000-tallet var jarler nævnt som høvdinge i leidangen. Ved 1100-tallet var biskopperne chefer for leidangsflåden.
De fleste træfninger fra vikingetiden og op igennem middelalderen foregik lige så meget til søs som på landjorden. Den norske leidangsflåde viste sig ved sammenstødene med tyske vitalinere i 1400-tallet at være fuldstændig underlegne og med forældet konstruktion. Kravelbyggede skibe med høje kasteller overtog rollen for de klinkbyggede langskibe. Under krigene i 16- og 1700-tallet blev det med vekslende held forsøgt at etablere flådeafdelinger, både af skærgårdsbåde (rofartøjer) som under den Anden Karl Gustav-krig, samt såkaldte defensionsskibe, som var handelsskibe bygget af handelsfolk, som i tilfælde af krig kunne udrustes til krigsbrug. Specielt under den skånske krig i 1670'erne og frem til 1720 havde disse fartøjer en vis betydning.
Da Norge igen gik i krig i 1807, efter Københavns bombardement, var flådens styrke på et lavmål. Kysten havde i realiteten været åben for fransk kaperkrig mod England helt siden Revolutionskrigene. Imidlertid var den norske marine godt forberedt på fremtiden. hele tre flådekommissioner afgav i 1790 anbefalinger om valg af skibe, kystbatterier og opsætning af norske mandskaber. Disse anbefalinger blev taget til følge ved den første krigsvinter da Lorens Henrik Fisker, den danske marines mest erfarne søofficer, efter eget forslag rejste til Norge og organiserede den norske Kystdefension (2. november 1807). Det var i realiteten starten på den selvstændige norske marine, og var hele det grundlag hvorpå den norske marine havde at bygge på i 1814. I de syv år frem til 1814 fortsatte krigen hovedsageligt til søs, mens krigen til lands kun drejede sig om nogle måneder i 1808-09 i Østlandet, dog blev et nyt svensk angreb begrænset til Østfolden i foråret 1814. Imens blokerede britiske skibe Norge igennem flere år, med nød, sult med faldende indbyggertal til følge. Henrik Ibsens episke digt Terje Vigen omhandler disse krisetider i norsk historie. Norske skibe blev opbragt og tusindvis af norske søfolk tilbragte årelange ophold i britisk krigsfangenskab hvis de nægtede at indgå i engelsk tjeneste. Af og til kunne skærgårdsbåde med lette kanoner gøre modstand mod overmagten. Lorens Fisker satsede på at bygge kanonbåde i to klasser: Chalupper op til 60-70 fod med et mandskab på 60-70 mand samt en klasse på op til 45 fod med en besætning på 20-25 mand. Frem til 1814 blev der bygget over halvtreds af hver type samtidigt med at kystbatterierne blev udbedret eller nyanlagt.
Den norske marine havde i 1814 under 10 brigger samt cirka 100 kanonbåde for kystnært farvand. Flåden blev de følgende år stærkt reduceret og mandskaberne blev demobiliseret. Efterfølgende blev flåden flyttet fra Fredriksvern til Horten over flere etaper. Værftet i Horten overtog desuden gradvist skibsbygningen frem til 1830. I 1828 blev der, for første gang siden 1814, søsat et skib, fregatten Freia. Dette skete på en nybygget bedding i Horten. Arbejdet blev samtidigt udført for første gang udelukkende af norske håndværkere. Der skulle dog et årti før Stortinget overvandt sin mistillid til den norske marines officerer, og der blev bevilget nye midler til marinen, efter den fatale "Marinefallit".
Tidens trusselsbillede, set fra svensk side, var rettet mod et russisk angreb mod Sverige igennem Østersøen. I et sådan tilfælde skulle den svenske forsvarslinje samles i Midtsverige for at imødekomme invasionsstyrkerne. Denne tanke måtte senere forlades eftersom ny marineteknologi gjorde det mulig at angribe alle kystområder. Den tænkte russiske trussel førte også til en stærk fornorskningspolitik i de nordlige områder. Fordi Rusland traditionelt set ikke var fjende af Norge – mente mange at nordmænd derfor blev ufrivillig trukket ind i en konflikt som kun angik Sverige og Rusland.
Den militære trussel Sverige tidligere udgjorde, forsvandt et par år efter opløsningen af den Den svensk-norske union i 1905. Samtidig oprustede de kontinentale stormagter, og en verdenskrig var under opsejling. Norge valgte at holde sig neutralt.
Mens verdenskrigen rasede, blev den norske marine mobiliseret i sin helhed, sammen med enkelte kystbefæstninger og elementer fra den norske hær. Gennem hele krigsforløbet holdt Norge en strengt neutral linje, hvor Marinen foretog størstedelen af den norske suverænitetshåndhævning af norsk territorium. Efter at krigen var ovre, var både personellet og materiellet i Marinen opslidt, og samtidig blev forsvaret som helhed i efterkrigstiden droslet ned. Mange af fartøjerne som var i brug under 1. verdenskrig, var allerede ved århundredeskiftet forældede og ikke til megen nytte. Alligevel fortsatte de tjenesten efter første verdenskrig. En ny klasse ubåde blev bestilt, B-klassen, men var allerede forældede ved leveringen. Samtidig kom en ny forsvarsgren til, eftersom flyteknologien for alvor blev taget i brug. Først blev flyene delt mellem Hærens Flyvåben og Marinens Flygevåpen, men i 1944 blev de samlet til det fælles Luftforsvaret.
Da 2. verdenskrig brød ud blev det norske forsvar nedkæmpet i løbet af et par måneder i 1940, til trods for allierede forstærkninger.
Efter krigen bestod marinen af nogle få tidligere norske fartøjer, men også en del tidligere tyske krigsskibe der blev taget som krigsbytte fra Tyskland efter krigen. Marinen bestod også af britiske og amerikanske skibe der tjenestegjorde i de frie norske flådestyrker under krigen. I 1950'erne planlagde marinen en større opgradering, og arbejdet resulterede i flådeplanen af 1960: Fem nye fregatter i Oslo-klassen, fem korvetter i Sleipner-klassen (senere reduceret til to), femten ubåde af Kobben-klassen (Tumleren-klassen), otte torpedobåde af Tjeld-klassen og 23 (senere reduceret til 20) MKB'er (motorkanonbåde) af Storm-klassen.
Efter Sovjetunionens og Warszawapagtens opløsning omkring 1990 blev det norske forsvar kraftig nedrustet. En ubalance mellem mål og tildelte midler blev stadig tydeligere, og fra 1990'erne blev antallet af soldater betydelig reduceret. I efterkrigsårene udsendte Norge styrker til internationale operationer, specielt i FN-regi. Marinen fik i slutningen af 1980'erne leveret seks ubåde af Ula-klassen, og nye MTB'er af Hauk-klassen blev bygget. Af nutidige byggeprojekter kan nævnes fregatter af Fridtjof Nansen-klassen samt MTB'er af Skjold-klassen.
Norske kritikere hævder at marinen i dag er på et farlig lavt niveau hvad angår antal fartøjer og mandskab, samtidigt med at marinen har problemer med rekrutteringen til officersstillinger.

## Organisation

### Kysteskadren (Kysteskvadron)
- Fregatvåpenet
  - 5× Fridtjof Nansen-klassen
  - Kongeskibet Norge

- Ubåtvåpenet
  - 6× Ula-klassen

- MTB-våpenet
  - 6× Skjold-klassen

- Minevåpenet
  - 4× Oksøy-klassen
  - 4× Alta-klassen
  - N50 KNM Tyr
  - Minedykkere

- Marinens jegervåpen
  - 20× Stridsbåt 90

- Logistikkvåpenet
  - A535 KNM Valkyrien
  - KNM Hessa
  - KNM Vigra
  - Nyt logistikfartøj i 2012

### Kystvagten (Kystvakten)
- Kystvaktskvadron Sør

- - Indre kystvakt
    - 3× Nornen-klassen

- - Ytre kystvakt
  - KV Bergen
  - KV Ålesund

- Kystvaktskvadron Nord
  - Indre kystvakt
    - 2× Nornen-klassen

- - Ytre kystvakt
    - 3× Nordkapp-klassen
    - KV Harstad
    - KV Barentshav
    - KV Sortland
    - KV Svalbard

### Flådestationer (Orlogsstasjoner)
- Haakonsvern Orlogsstasjon
- Ramsund Orlogsstasjon

### Skolestruktur
- KNM Harald Haarfagre (Sjøforsvarets grundskole, delt med Luftforsvaret)
- KNM Tordenskjold
  - Dykkeruddannelsen
  - Frømandsuddannelsen
  - Sjøforsvarets sikkerhedscenter
  - Taktikuddannelsen
  - Sjøforsvarets idræts- og træningscenter
- Befalsskolen for Sjøforsvaret (Bacheloruddannelser)
  - Operativ linje
  - Operativ linje – jægeroperationer
  - Marineingeniør Elektronik og Data
  - Marineingeniør Elektro og Automation
  - Marineingeniør Maskin
  - Logistik og resursestyring
- Sjøkrigsskolen (Sjøforsvarets grundlæggende officersuddannelse)

## Rangorden

### Officersgruppen
| NATO-rang   | OF-10       | OF-9    | OF-8        | OF-7          | OF-6            | OF-5      | OF-4             | OF-3          | OF-2            | OF-1                     |
| ----------- | ----------- | ------- | ----------- | ------------- | --------------- | --------- | ---------------- | ------------- | --------------- | ------------------------ |
| Distinktion | -           |         |             |               |                 |           |                  |               |                 |                          |
| Norsk rang  | Findes ikke | Admiral | Viseadmiral | Kontreadmiral | Flaggkommandør  | Kommandør | Kommandørkaptein | Orlogskaptein | Kapteinløytnant | Løytnant Fenrik          |
| Dansk rang  | Findes ikke | Admiral | Viceadmiral | Kontreadmiral | Flotilleadmiral | Kommandør | Kommandørkaptajn | Orlogskaptajn | Kaptajnløjtnant | Premierløjtnant Løjtnant |

### Sergent og meniggruppen
| NATO rang   | OR-9        | OR-8          | OR-7        | OR-6        | OR-5                         | OR-4      | OR-3             | OR-2                | OR-1                                          |
| ----------- | ----------- | ------------- | ----------- | ----------- | ---------------------------- | --------- | ---------------- | ------------------- | --------------------------------------------- |
| Distinktion | -           | -             | -           | -           |                              |           |                  | -                   |                                               |
| Norsk rang  | Findes ikke | Findes ikke   | Findes ikke | Findes ikke | Kvartermester                | Konstabel | Visekonstabel    | Findes ikke         | Menig                                         |
| Dansk rang  | Chefsergent | Seniorsergent | Oversergent | Findes ikke | Sergent Værnepligtig sergent | Korporal  | Marinespecialist | Marineoverkonstabel | Marinekonstabel Marineelev Værnepligtig menig |